# Národní park Lihué Calel
Národní park Lihué Calel (španělsky Parque nacional Lihué Calel) je chráněné území o rozloze 32 514 hektarů, ležící v argentinské provincii La Pampa. Jeho ochrana byla vyhlášena v roce 1973 a 31. května 1977 obdržel Lihué Calel status národního parku.
Krajina je tvořena skalisky, která vznikla při sopečné činnosti před 240 miliony lety a dosahují maximální nadmořské výšky 589 m. Průměrné teploty činí 7 °C v zimě a 24 °C v létě, srážky dosahují 400 mm ročně.
Díky nepropustnému podloží se zde vláha drží lépe než v okolní rovině. Zdejší vegetace patří k regionu Monte de mesetas y llanuras, pro který jsou charakteristické velké trsy travin, rostou zde také kapraďorosty, larea a naditec. Místní faunu tvoří guanako, kočka slaništní, pásovec štětinatý, viskača, mara stepní, morčátko jižní, nandu Darwinův, kondor krocanovitý nebo teju červený.
Název Lihué Calel znamená v mapučtině „hory života“. Kulturu domorodých lovců a sběračů dokumentují skalní malby v oblasti Valle de las Pinturas, jejichž stáří se odhaduje až na čtyři tisíce let. Národní park je pro turisty dostupný po silnici Ruta Nacional 152.